# Clare Stevenson
Clare Grant Stevenson, AM, MBE (18 tháng 7 năm 1903 - 22 tháng 10 năm 1988) là Giám đốc đầu tiên của Không quân hỗ trợ nữ Úc (WAAAF), từ tháng 5 năm 1941 đến tháng 3 năm 1946. Như vậy, bà được mô tả vào năm 2001 là "người phụ nữ quan trọng nhất trong lịch sử Không quân". Được thành lập như một nhánh của Không quân Hoàng gia Úc (RAAF) vào tháng 3 năm 1941, WAAAF là quân chủng nữ mặc quân phục đầu tiên và lớn nhất ở Úc trong Thế chiến II, với hơn 18.000 thành viên vào cuối năm 1944 và chiếm hơn ba mươi phần trăm Nhân viên mặt đất RAAF.
Sinh ra và được giáo dục tại Victoria, Stevenson là giám đốc điều hành của công ty Berlei khi cô được bổ nhiệm làm Giám đốc WAAAF. Ban đầu được xếp hạng sĩ quan phi đoàn, cô đã trở thành sĩ quan liên đoàn vào tháng 4 năm 1942. Stevenson tiếp tục sự nghiệp dân sự sau khi cô rời khỏi Không quân năm 1946. Hoạt động lâu dài trong lĩnh vực giáo dục người trưởng thành và phúc lợi xã hội, cô đã giúp thành lập các tổ chức viện trợ bao gồm Hiệp hội Điều dưỡng New South Wales (nay là Carers NSW) sau khi nghỉ hưu ở Berlei năm 1960. Stevenson được nhận Huân chương Đế quốc Anh và Huân chương Úc vì các đóng góp của cô cho cộng đồng và cho các cựu chiến binh nữ.

## Giáo dục và sự nghiệp ban đầu
Sinh ngày 18 tháng 7 năm 1903 tại Wangaratta, Victoria, Clare Grant Stevenson là con thứ năm trong số sáu người con của Robert Logan Grant Stevenson và vợ Ada Pollie, nhũ danh Griffiths. Khi Clare lên bốn, gia đình cô chuyển đến Essendon, nơi cô theo học trường nữ trung Winstow và trường cao đẳng Essendon, Năm 1922, cô vào Khoa Khoa học tại Đại học Melbourne, nhưng chuyển sang giáo dục sau khi thi trượt môn hóa học vào năm cuối. Stevenson là một màu xanh khúc côn cầu và hoạt động trong một số nhóm trong khuôn viên trường, bao gồm Hội đồng đại diện của sinh viên và Câu lạc bộ khoa học. Cô trở thành Chủ tịch Ủy ban Phụ nữ Đại học Melbourne, và tốt nghiệp năm 1925 với Bằng chuyên ngành Giáo dục.
Stevenson bắt đầu sự nghiệp làm việc với YWCA vào năm 1926. Một người ủng hộ mạnh mẽ cho giáo dục thường xuyên, trong hai năm đầu tiên với hiệp hội, cô đã tổ chức các lớp học ban đêm cho công nhân ở Sydney. Bà từng là Tổng thư ký chi nhánh của YWCA của Rockhampton, Queensland, từ 1929 đến 1931. Năm 1932, bà đảm nhiệm vị trí nhân viên đào tạo và nghiên cứu tại Berlei, và từ năm 1935 đến 1939, đại diện cho công ty ở London với tư cách là một giám đốc điều hành cấp cao. Stevenson đã trở về Úc và có trụ sở tại Sydney, giám sát nghiên cứu sản phẩm của Berlei và đào tạo nhân viên bán hàng cho đến khi Thế chiến II bùng nổ.